# Буххольц, Барбара
Барбара Буххольц (нем. Barbara Buchholz; 8 декабря 1959, Дуйсбург — 10 апреля 2012, Берлин) — немецкий исполнитель на терменвоксе, бас-гитарист и композитор. Проживавшая в Берлине Барбара Буххольц являлась одним из признанных в мире виртуозов терменвоксa.

## Биография
Буххольц закончила музыкальный факультет университета г. Билефельд (флейта, бас-гитара и вокал). С начала 1980-х годов как исполнитель и композитор принимала участие в разных междисциплинарных проектах, в том числе и театральных. Как бас-гитарист она сделала себе имя в немецком женском джазовом оркестре «Reichlich Weiblich», а в таких проектах как «Tap It Deep» и «Тheremin: Berlin-Moscow» выступала как исполнитель и продюсер.
В конце 1990-х годов она познакомилась с Лидией Евгеньевной Кавиной, у которой училась игре на терменвоксе. Буххольц использовала терменвокс как полноценный инструмент в области джаза, импровизационной и современной академической музыки и в этом контексте разрабатывала новые приемы игры на этом инструменте, расширяя тем самым его звуковые возможности.
В 2005 г. совместно с Лидией Кавиной Буххольц создала платформу «Touch! Don’t Touch!» для терменвокса в современной музыке. По их приглашению писали музыку с участием двух терменвоксов такие композиторы как М.Эгерт, М.Хирш, К. И. Вальтер, Ю.Кляйн, П.Ган, Г.Кампэ и С.Корбет.
В области джаза и импровизационной музыки Буххольц выступала с разными ансамблями, в том числе с норвежскими музыкантами Арве Хенриксен (труба) и Ян Банг (live-электроника), с 2009 г. участвовала в гастролях «Jazz Bigband Graz» в рамках программы «ELECTRIC POETRY & Lo-Fi Cookies». В своей сольной программе «Theremin: Russia with Love» она сотрудничала с берлинским художником Пэдда Боровски (live visuals).
Буххольц исполняла партию терменвокса в различных произведениях современной оркестровой музыки, например «Русалочка» (балет Дж. Ноймайера к музыке Леры Ауербах), оперы «Linkerhand» (М.Эгерт) и «Bestmann-Oper» (А.Новиц).
За свою работу Буххольц получила ряд призов как исполнитель в области джаза и современной музыки, а также как композитор. В 2003 г. она получила от немецкой федеральной земли Северный Рейн — Вестфалия грант для работы в Московском Термен-Центре.
10 апреля 2012 года Буххольц умерла от продолжительного и тяжёлого рака.

## Дискография
- Touch! Don’t Touch! (2006; wergo), совместно с Л.Кавиной и камерным ансамблем «Neue Musik Berlin»
- Theremin: Russia with Love (2006; intuition)
- Moonstruck (2008; intuition)